# Новые Забалки
Новые Забалки — село в Городищенском районе Пензенской области России. Входит в состав Канаевского сельсовета.

## География
Село находится в восточной части Пензенской области, в лесостепной зоне, на правом берегу реки Шнаево, на расстоянии примерно 22 километров (по прямой) к юго-западу от города Городище, административного центра района. Абсолютная высота — 189 метров над уровнем моря.
Климат
Климат характеризуется как континентальный, с холодной зимой и жарким летом. Среднегодовая температура — 3,1 °C. Средняя температура воздуха самого холодного месяца (января) составляет −12,9 °C; самого тёплого месяца (июля) — 19 °C. Годовое количество атмосферных осадков — 673 мм, из которых 415 мм выпадает в период с апреля по октябрь. Снежный покров держится в среднем 146 дней.

## Население
| 1926 | 1930 | 1959 | 1979 | 1989 | 1998 | 2002 |
| ---- | ---- | ---- | ---- | ---- | ---- | ---- |
| 410  | ↗422 | ↘308 | ↘191 | ↗302 | ↗353 | ↘315 |
| 2010 |      |      |      |      |      |      |
| ↘296 |      |      |      |      |      |      |

Половой состав
По данным Всероссийской переписи населения 2010 года в гендерной структуре населения мужчины составляли 47,3 %, женщины — соответственно 52,7 %.
Национальный состав
Согласно результатам переписи 2002 года, в национальной структуре населения русские составляли 85 % из 315 чел.